# La Garde (film, 2014)
Pour plus de détails, voir Fiche technique et Distribution.
La Garde est un film québécois réalisé par Sylvain Archambault sorti en 2014 et mettant en vedette Paul Doucet et Antoine L'Écuyer.

## Synopsis
Un père ayant perdu la garde de son fils adolescent, l'enlève pour l'amener à la chasse en forêt contre la volonté de celui-ci. 

## Fiche technique
Source : IMDb et Films du Québec
- Titre original : La Garde
- Réalisation : Sylvain Archambault
- Scénario : Ian Lauzon, Daniel Diaz, Ludovic Huot
- Musique : Michel Corriveau
- Direction artistique : Patrice Bengle
- Costumes : Guy Lemieux
- Maquillage : Danielle Huard
- Coiffure : Hanna Yee
- Photographie : Christophe Graillot, Jérôme Sabourin
- Son : Jean-Philippe Bérubé, Christian Rivest, Stéphane Bergeron
- Montage : Yvann Thibaudeau, Véronique Chaput
- Production : Lorraine Richard, Luc Martineau
- Société de production : Cité Amérique
- Sociétés de distribution : Les Films Christal, Les Films Séville, Attraction Distribution
- Budget : 1,5 million $ CA
- Pays de production :  Canada
- Tournage : Longueuil, Lac-Brome
- Langue originale : français
- Format : couleur
- Genre : drame
- Durée : 91 minutes
- Dates de sortie :
  - Canada : 2 avril 2014 (première au cinéma Excentris à Montréal)[2]
  - Canada : 4 avril 2014 (sortie en salle au Québec)
  - Canada : 15 juillet 2014 (DVD)

## Distribution
- Paul Doucet : Luc Bisaillon
- Antoine L'Écuyer : Samuel « Sam » Bisaillon
- Sandrine Bisson : Sylvie Bisaillon
- Michèle Sirois : Me Gingras, avocate de Luc
- Stéphane Breton : Yves, ami de Luc
- Nathalie Cavezzali : policière
- Danielle Fichaud : Johanne, mère de Luc
- Sébastien Labbé Proulx : infirmier, fournisseur de chloroforme
- Pierre Mailloux : camionneur
- Marc Gourdeau : homme sortant de la SAQ, volé par Sam
- Antoine DesRochers : copain de Sam
- Andrick Sanon : copain de Sam